# Synagoge (Osijek)

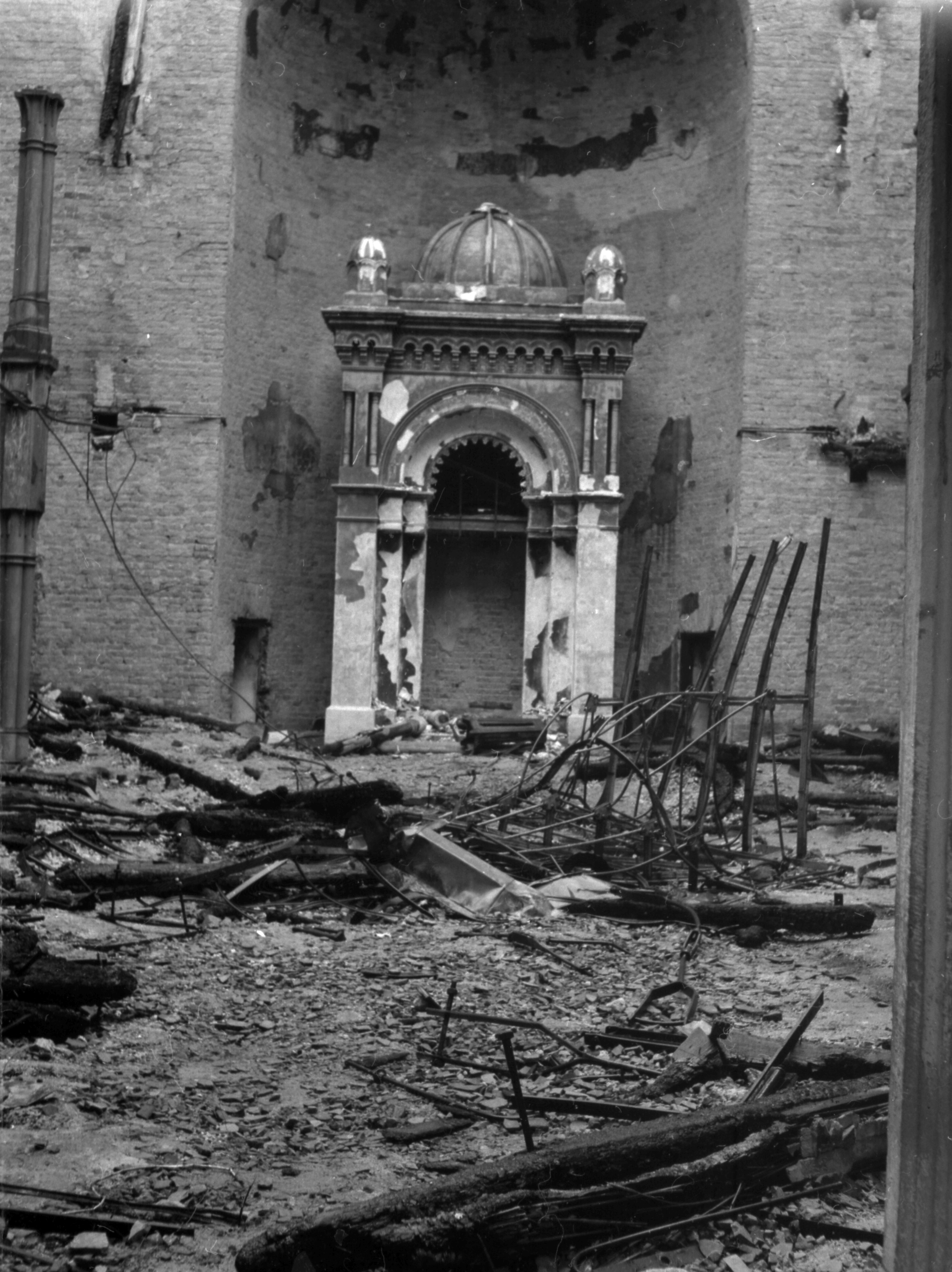
Ruine mit Thoraschrein der Synagoge in Osijek (1941)

Die Synagoge in der Oberstadt von Osijek, einer kroatischen Stadt in der Gespanschaft Osijek-Baranja, wurde nach Plänen des Architekten Theodor Stern 1867 errichtet.
Am 13. April 1941 wurde die Synagoge in Brand gesteckt. Von 1948 bis 1950 wurde die Ruine abgerissen und danach ein Wohnhaus auf dem Grundstück errichtet.